# Пойми меня, если сможешь
«Пойми меня, если сможешь» (итал. Incompresa) — итало-французская драма 2014 года режиссёра Азии Ардженто. Сценарий её третьей полнометражной картины был написан в соавторстве с Барбарой Альберти. Главные роли в фильме исполнили Джулия Салерно, Шарлотта Генсбур и Габриель Гарко. Над саундтреком, среди прочих, работал британский рок-музыкант Брайан Молко.

## Сюжет
Рим, 1984 год. Девятилетняя Ариа страдает от одиночества и непонимания окружающих, пока её эксцентричные родители разводятся со страшным скандалом. Отношения с одноклассниками тоже не ладятся, и единственным утешением для девочки становятся долгие прогулки по итальянским улочкам в компании любимого чёрного кота.

## В ролях
| Актёр             | Роль            |
| ----------------- | --------------- |
| Джулия Салерно    | Ариа            |
| Шарлотта Генсбур  | мама            |
| Габриель Гарко    | папа            |
| Марио Бойс        | почтальон       |
| Олимпия Карлизи   | Нонна           |
| Анна Лу Кастольди | Донатина        |
| Макс Гацце        | Мануэль Джинори |
| Энтони Хиклинг    | Рики голос      |
| Элис Пи           | Анжелика        |
| Джастин Пирсон    | Рики            |

## Критика
По состоянию на июль 2017 года фильм имеет 6.7 баллов на IMDB и 6.741 на КиноПоиске. На сервисе Metacritic картина имеет 67 баллов из 100 на основании 7 рецензий кинокритиков.
Российскими критиками и рецензентами фильм был встречен, в целом, благодушно. Алексей Комаров из журнала Rolling Stone отметил, что в своём новом фильме Азия как никогда «искренна, открыта и поэтому уязвима». Обозреватель журнала «Сеанс» Ольга Касьянова указывает, что по части терапевтической психодрамы режиссёру нет равных. Иван Чувиляев на сайте «Фонтанки» отмечает автобиографичность ленты. Денис Рузаев на страницах Time-Out пишет, что картина менее эпатажна, чем предыдущие работы режиссёра «Пурпурная дива» и «Цыпочки», но вместе с тем более эксцентрична.
В то же время Евгений Ухов из Empire критикует ленту за «жалостливость к себе, неуравновешенность и самовлюблённость».

## Награды
«Пойми меня, если сможешь» имеет 7 номинаций разных кинофестивалей и одну награду Гульельмо Бираги (Guglielmo Biraghi) в рамках Italian National Syndicate of Film Journalists 2014, которую получила Джулия Салерно.
Фильм также был номинирован на Премию 67-го Каннского кинофестиваля 2014 в номинации «Особый взгляд», но приз в итоге достался венгерской картине «Белый бог» режиссёра Корнела Мундруцо.